# 圣莱奥纳尔-德诺布拉
圣莱奥纳尔-德诺布拉（法語：Saint-Léonard-de-Noblat，法語發音：[sɛ̃ leɔnaʁ də nɔbla]），法国中南部城市，新阿基坦大区上维埃纳省的一个市镇，隶属于利摩日区，其市镇面积为55.6平方公里，2022年1月1日时人口数量为4,319人，在法国城市中排名第2,461位。
圣莱奥纳尔-德诺布拉位于上维埃纳省东部，维埃纳河右岸，是一个区域性的中心城市，因当地纪念圣雷欧纳德的大教堂而闻名。法国物理学家约瑟夫·路易·盖-吕萨克出生于此地。

## 地名

### 汉语译名
尽管此处的汉语名称“圣莱奥纳尔-德诺布拉”中带有连字号“-”，但是该地事实上并非由“圣莱奥纳尔”和“德诺布拉”两地合并而成。

## 历史

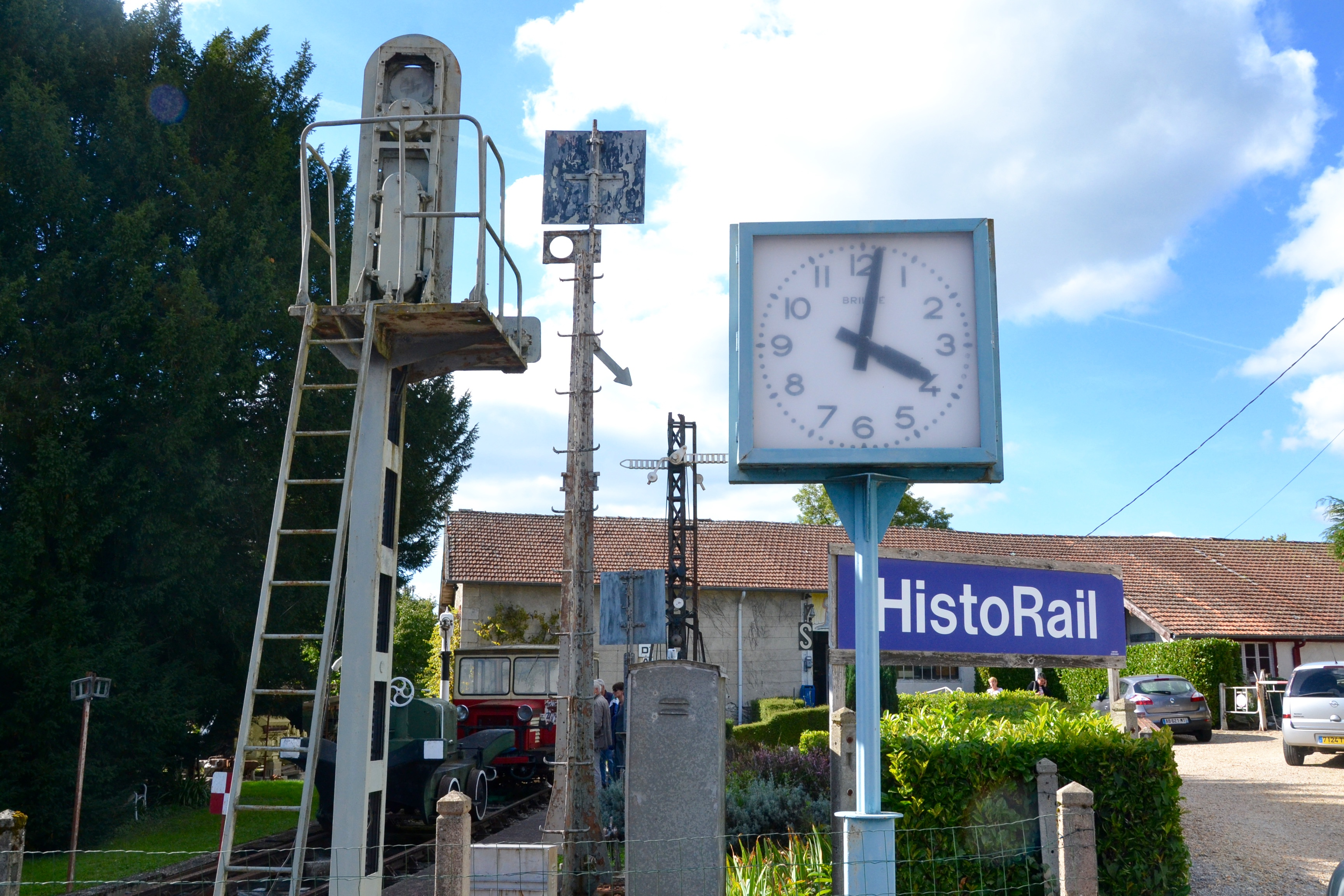
铁路博物馆

圣莱奥纳尔-德诺布拉的历史与天主教传说人物圣雷欧纳德紧密相关，11世纪末，当地出现了一处为纪念雷欧纳德而建的大教堂，并成为圣雅各之路上的重要一站。中世纪后期，圣莱奥纳尔-德诺布拉形成城镇。法国大革命后，圣莱奥纳尔-德诺布拉成为上维埃纳省的一个市镇，并在1790至1795年间为一个地区行署。工业革命期间，途径圣莱奥纳尔-德诺布拉的勒帕莱－埃居朗德-梅尔利讷铁路建成通车，并在此与多条地方铁路交汇。二战后，地方铁路相继关闭，当地建成了铁路历史博物馆。

## 地理

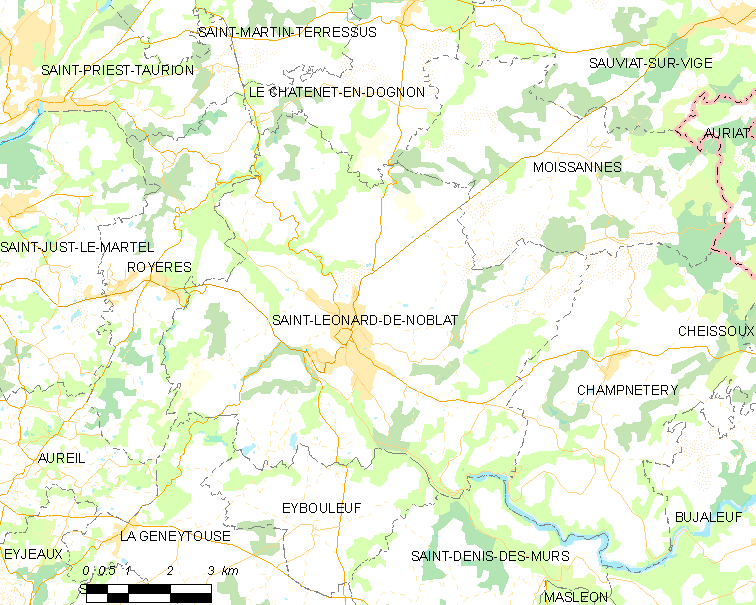
圣莱奥纳尔-德诺布拉市镇范围地图

圣莱奥纳尔-德诺布拉位于法国中南部偏西，新阿基坦大区东北部和上维埃纳省东部，距离省会利摩日大约20公里。与圣莱奥纳尔-德诺布拉接壤的市镇包括：勒沙特内昂多尼翁、埃布勒、尚内特里、拉热内图斯、穆瓦萨讷、鲁瓦耶尔、圣但尼代米尔。

### 地形
圣莱奥纳尔-德诺布拉位于法国中央高原西部腹地，利穆赞高原北部，境内以丘陵为主，市镇中心地势较为平坦，全境海拔在250到444米之间。

### 水文
维埃纳河干流自东南向西北流经境内，另有塔尔河（Le Tard）流经市区北部，属于卢瓦尔河水系。

### 植被
圣莱奥纳尔-德诺布拉属于温带落叶林区，林地主要分布于河流两岸及一些坡地上。
在鲜花城市的评比中，圣莱奥纳尔-德诺布拉被评为2星级鲜花城市。

### 气候
圣莱奥纳尔-德诺布拉在柯本气候分类法中属于温带海洋性气候，因其海拔相对较高，其均温略低于同纬度气候带的沿海地区。
圣莱奥纳尔-德诺布拉境内设有气象站，以下为该气象站的数据（其中日照数据取自利摩日）：
| 圣莱奥纳尔-德诺布拉1981年－2019年 | 圣莱奥纳尔-德诺布拉1981年－2019年 | 圣莱奥纳尔-德诺布拉1981年－2019年 | 圣莱奥纳尔-德诺布拉1981年－2019年 | 圣莱奥纳尔-德诺布拉1981年－2019年 | 圣莱奥纳尔-德诺布拉1981年－2019年 | 圣莱奥纳尔-德诺布拉1981年－2019年 | 圣莱奥纳尔-德诺布拉1981年－2019年 | 圣莱奥纳尔-德诺布拉1981年－2019年 | 圣莱奥纳尔-德诺布拉1981年－2019年 | 圣莱奥纳尔-德诺布拉1981年－2019年 | 圣莱奥纳尔-德诺布拉1981年－2019年 | 圣莱奥纳尔-德诺布拉1981年－2019年 | 圣莱奥纳尔-德诺布拉1981年－2019年 |
| 月份                              | 1月                               | 2月                               | 3月                               | 4月                               | 5月                               | 6月                               | 7月                               | 8月                               | 9月                               | 10月                              | 11月                              | 12月                              | 全年                              |
| --------------------------------- | --------------------------------- | --------------------------------- | --------------------------------- | --------------------------------- | --------------------------------- | --------------------------------- | --------------------------------- | --------------------------------- | --------------------------------- | --------------------------------- | --------------------------------- | --------------------------------- | --------------------------------- |
| 历史最高温 °C（°F）               | 18.5 (65.3)                       | 24.1 (75.4)                       | 26.8 (80.2)                       | 29.4 (84.9)                       | 32.6 (90.7)                       | 37.8 (100.0)                      | 38.8 (101.8)                      | 39.8 (103.6)                      | 34 (93)                           | 29.8 (85.6)                       | 24.2 (75.6)                       | 19.2 (66.6)                       | 39.8 (103.6)                      |
| 平均高温 °C（°F）                 | 7.9 (46.2)                        | 9.5 (49.1)                        | 13 (55)                           | 16 (61)                           | 20.3 (68.5)                       | 24.1 (75.4)                       | 25.5 (77.9)                       | 25.7 (78.3)                       | 22 (72)                           | 17.5 (63.5)                       | 11 (52)                           | 8 (46)                            | 16.7 (62.1)                       |
| 日均气温 °C（°F）                 | 4.3 (39.7)                        | 5.1 (41.2)                        | 7.8 (46.0)                        | 10.4 (50.7)                       | 14.4 (57.9)                       | 17.9 (64.2)                       | 19.2 (66.6)                       | 19.3 (66.7)                       | 15.7 (60.3)                       | 12.6 (54.7)                       | 7.2 (45.0)                        | 4.4 (39.9)                        | 11.5 (52.7)                       |
| 平均低温 °C（°F）                 | 0.7 (33.3)                        | 0.6 (33.1)                        | 2.6 (36.7)                        | 4.9 (40.8)                        | 8.4 (47.1)                        | 11.7 (53.1)                       | 12.9 (55.2)                       | 12.8 (55.0)                       | 9.5 (49.1)                        | 7.6 (45.7)                        | 3.4 (38.1)                        | 0.8 (33.4)                        | 6.3 (43.3)                        |
| 历史最低温 °C（°F）               | −11.7 (10.9)                      | −17.8 (0.0)                       | −12.9 (8.8)                       | −3.5 (25.7)                       | −1.9 (28.6)                       | 2.6 (36.7)                        | 4.6 (40.3)                        | 2.8 (37.0)                        | −0.8 (30.6)                       | −5.5 (22.1)                       | −10.2 (13.6)                      | −13.6 (7.5)                       | −17.8 (0.0)                       |
| 平均降水量 mm（）                 | 95.4 (3.76)                       | 72.9 (2.87)                       | 95.5 (3.76)                       | 116.4 (4.58)                      | 91.6 (3.61)                       | 81.1 (3.19)                       | 83.1 (3.27)                       | 79.5 (3.13)                       | 70.6 (2.78)                       | 91.5 (3.60)                       | 112.2 (4.42)                      | 102.9 (4.05)                      | 1,092.7 (43.02)                   |
| 月均日照時數                      | 86                                | 104                               | 156.8                             | 167.7                             | 204.9                             | 227.4                             | 238.2                             | 231                               | 191.5                             | 133.3                             | 81.4                              | 77.6                              | 1,899.8                           |
| 来源：infoclimat.fr               |                                   |                                   |                                   |                                   |                                   |                                   |                                   |                                   |                                   |                                   |                                   |                                   |                                   |

## 行政区划

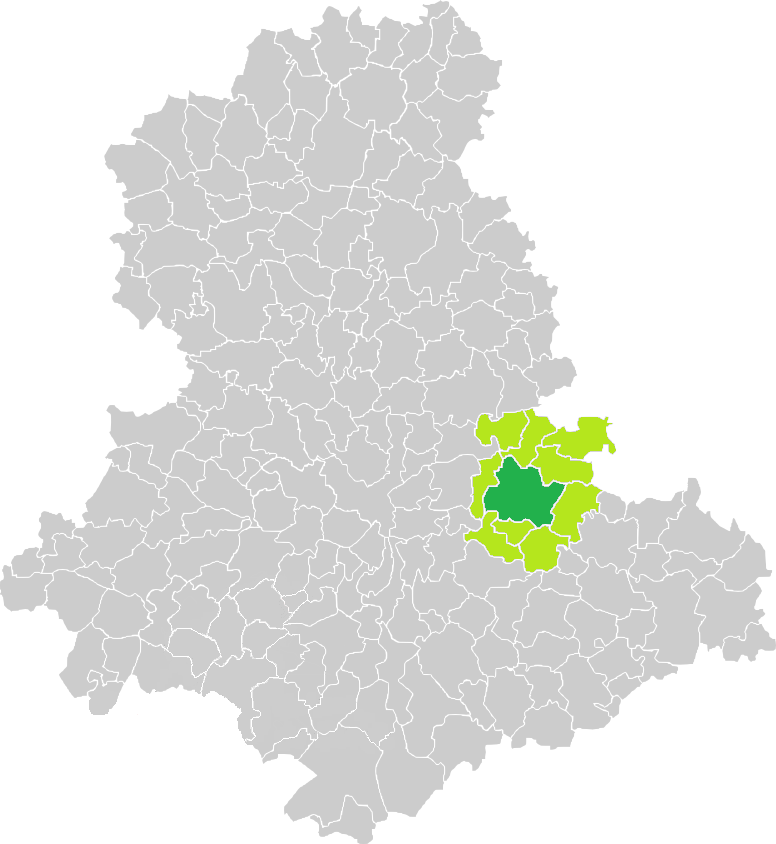
圣莱奥纳尔-德诺布拉（深绿）在上维埃纳省的位置

圣莱奥纳尔-德诺布拉是法国新阿基坦大区上维埃纳省的一个市镇，编号为87161。圣莱奥纳尔-德诺布拉隶属于利摩日区和上维埃纳省第一选区，管理圣莱奥纳尔-德诺布拉县，同时也是诺布拉市镇公共社区的办公驻地。
法国国家统计与经济研究所（简称）在进行数据统计时，未将圣莱奥纳尔-德诺布拉划入任何城市核心区（Unité urbaine）及城市区（Aire urbaine）内。自2020年起，圣莱奥纳尔-德诺布拉被划入包含127个市镇的利摩日城市辐射区内。此外，还将圣莱奥纳尔-德诺布拉市镇分为了2个“块区”（IRIS），以便于统计人口分布情况。

## 交通

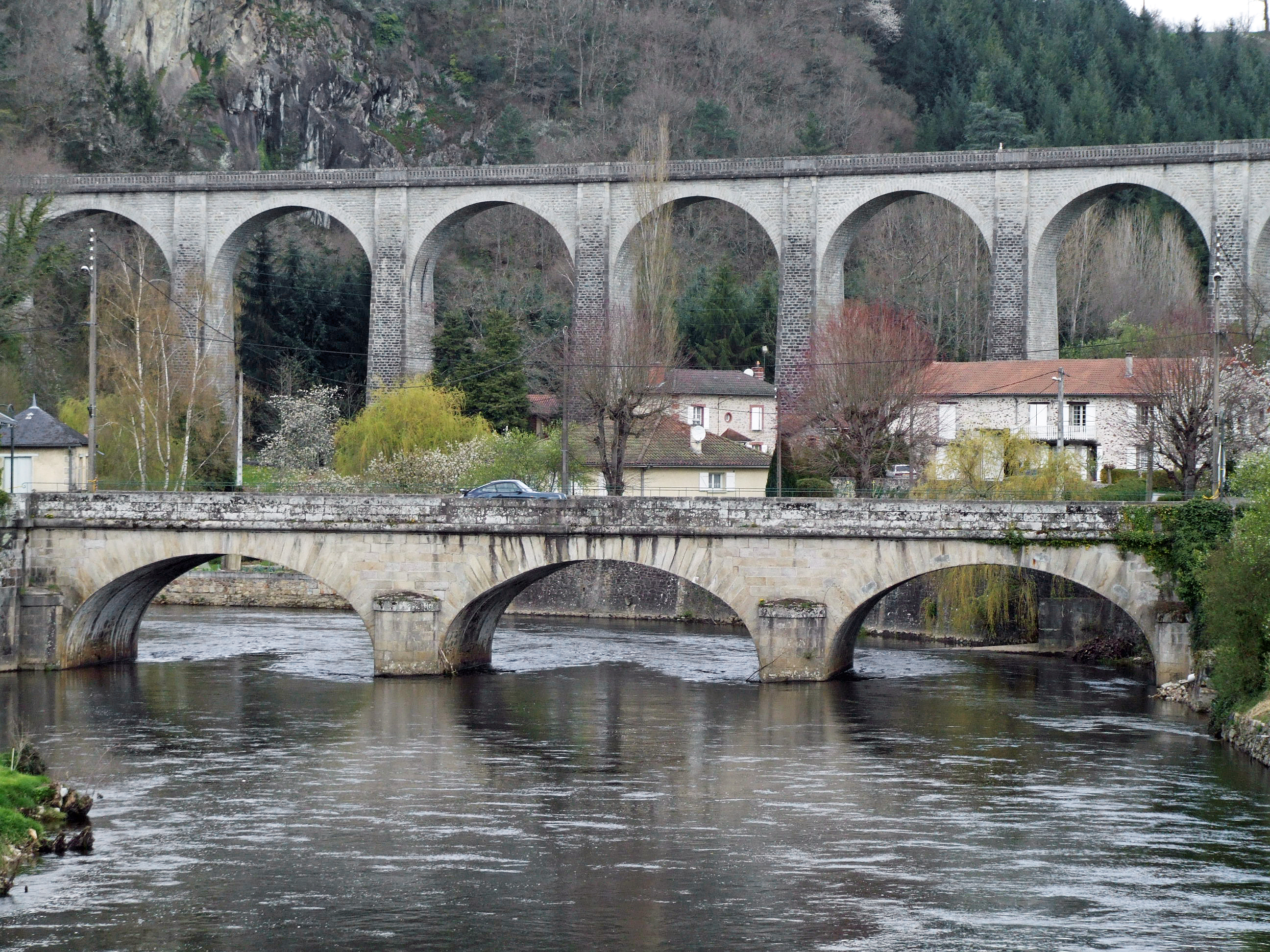
横跨维埃纳河的桥梁们

### 公路
多条上维埃纳省省道在圣莱奥纳尔-德诺布拉境内交汇，新阿基坦大区下属的城际客运提供巴士线路，可前往省会利摩日。
2017年，68%的圣莱奥纳尔-德诺布拉家庭拥有至少一辆的私人汽车。2019年，圣莱奥纳尔-德诺布拉境内共发生各类交通事故1起，造成2人受伤。

### 铁路
圣莱奥纳尔-德诺布拉位于勒帕莱－埃居朗德-梅尔利讷铁路上。圣莱奥纳尔-德诺布拉站位于市区西南部，维埃纳河畔，停靠往返于利摩日和于塞勒一线的区域列车。

### 航空
距离圣莱奥纳尔-德诺布拉最近的民用航空站为利摩日贝勒加德机场，距离圣莱奥纳尔-德诺布拉市中心的公路里程约30公里。

### 城市公共交通
圣莱奥纳尔-德诺布拉城市公共交通（商业名称为[] 错误：{{Lang}}：无文本（帮助））是当地的城市公共交通系统。截至2021年4月，该系统共包括条公交线路，路网覆盖了圣莱奥纳尔-德诺布拉市区内的主要街道和居民区。

## 政治
圣莱奥纳尔-德诺布拉的现任市长为阿兰·达尔邦先生（Alain Darbon），他是社会党的一名成员，在2020年的市政选举中获得了72.95%的支持率。
在2017年的法国总统大选中，法国第25任总统埃马纽埃尔·马克龙在圣莱奥纳尔-德诺布拉获得了68.95%的支持率。
| 圣莱奥纳尔-德诺布拉历届市长 |                                            |                                |
| 任期                        | 市长                                       | 党派                           |
| 1944年－1945年              | Jean-Baptiste Campanaud 让-巴斯蒂德·康帕诺 | 不详                           |
| 1945年（5月至12月）         | Louis Valadas 路易·瓦拉达斯                | SFIO工人国际法国支部           |
| 1945年－1977年              | René Barrière 勒内·巴里耶尔                | SFIO工人国际法国支部 →PS社会党 |
| 1977年－1995年              | Claude Andrieu 克洛德·昂德里约             | PS社会党                       |
| 1995年－2001年              | Jean-Paul Bardon 让-保罗·巴尔东            | PS社会党                       |
| 2001年－2014年              | Christine Riffaud 克里斯蒂娜·里福          | DVG左翼无党派人士              |
| 2014年－                    | Alain Darbon 阿兰·达尔邦                   | UMP人民运动联盟 →PS社会党      |

## 人口
2018年，圣莱奥纳尔-德诺布拉市镇人口数量为4,470，在法国排名第2,461位。其中男性2,085人，女性2,469人，75岁及以上人口占15.1%，外籍人口数量为856人，人口密度为80人/平方公里，当地居民被称为（男性）或（女性）。2019年，圣莱奥纳尔-德诺布拉境内出生31人，死亡人口88人。
| 年份   | 1936  | 1946  | 1954  | 1962  | 1968  | 1975  | 1982  | 1990  | 1999  | 2004  | 2009  | 2014  | 2018  |
| ------ | ----- | ----- | ----- | ----- | ----- | ----- | ----- | ----- | ----- | ----- | ----- | ----- | ----- |
| 人口數 | 5,754 | 5,792 | 5,941 | 5,676 | 5,709 | 5,457 | 5,275 | 5,024 | 4,764 | 4,667 | 4,665 | 4,636 | 4,470 |

## 经济
圣莱奥纳尔-德诺布拉是一个区域性的中心城市，当地共有各类用人单位672家，平均历史为18年，其中99.44%为中小型企业（PME）。（零售）、（企业管理）及（汽修）是当地2019年营业额最高的三个企业，分别为15,608,520欧元、15,047,875欧元和2,902,565欧元。

## 财政收入
2019年，圣莱奥纳尔-德诺布拉的财政收入总额为5,095,590欧元，财政支出总额为4,459,080欧元，当年的债务总额为4,777,560欧元。2020年，圣莱奥纳尔-德诺布拉共获得1,166,726欧元的国家财政补助，比上一年减少了0.02%。
2017年，圣莱奥纳尔-德诺布拉的人均月收入总额为1,909欧元，其中高级职员为3,479欧元，低于法国平均水平（4,214欧元）；中级职员为2,068欧元，低于法国平均水平（2,353欧元）；普通职员为1,648欧元，亦低于法国平均水平（1,690欧元）。
2017年，圣莱奥纳尔-德诺布拉境内的青壮年（15至64岁）失业率为12.4%，当地47.3%的家庭拥有纳税资格，平均纳税2,294欧元，低于法国平均水平（3,888欧元）。

## 社会事务

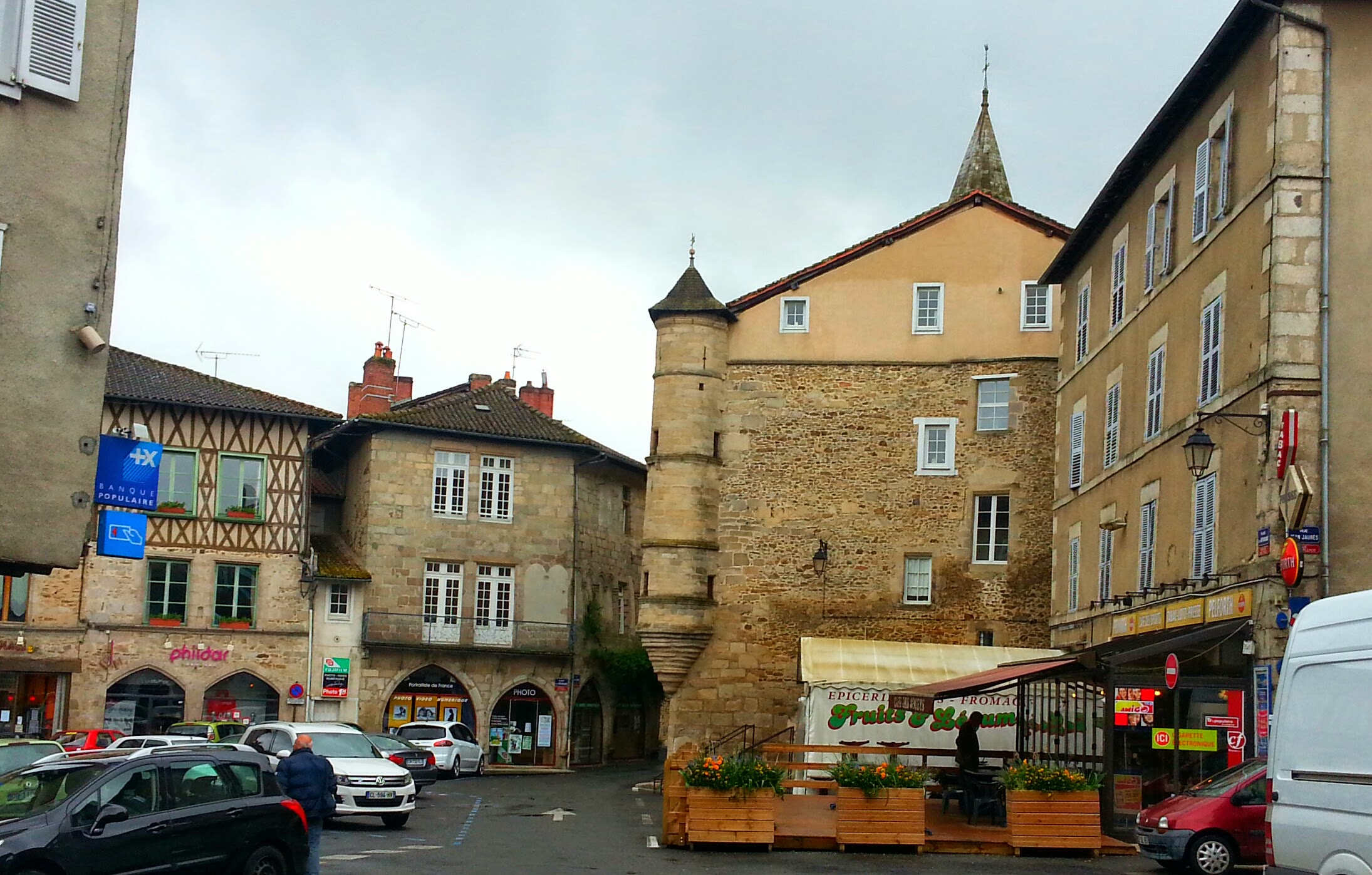
共和国广场

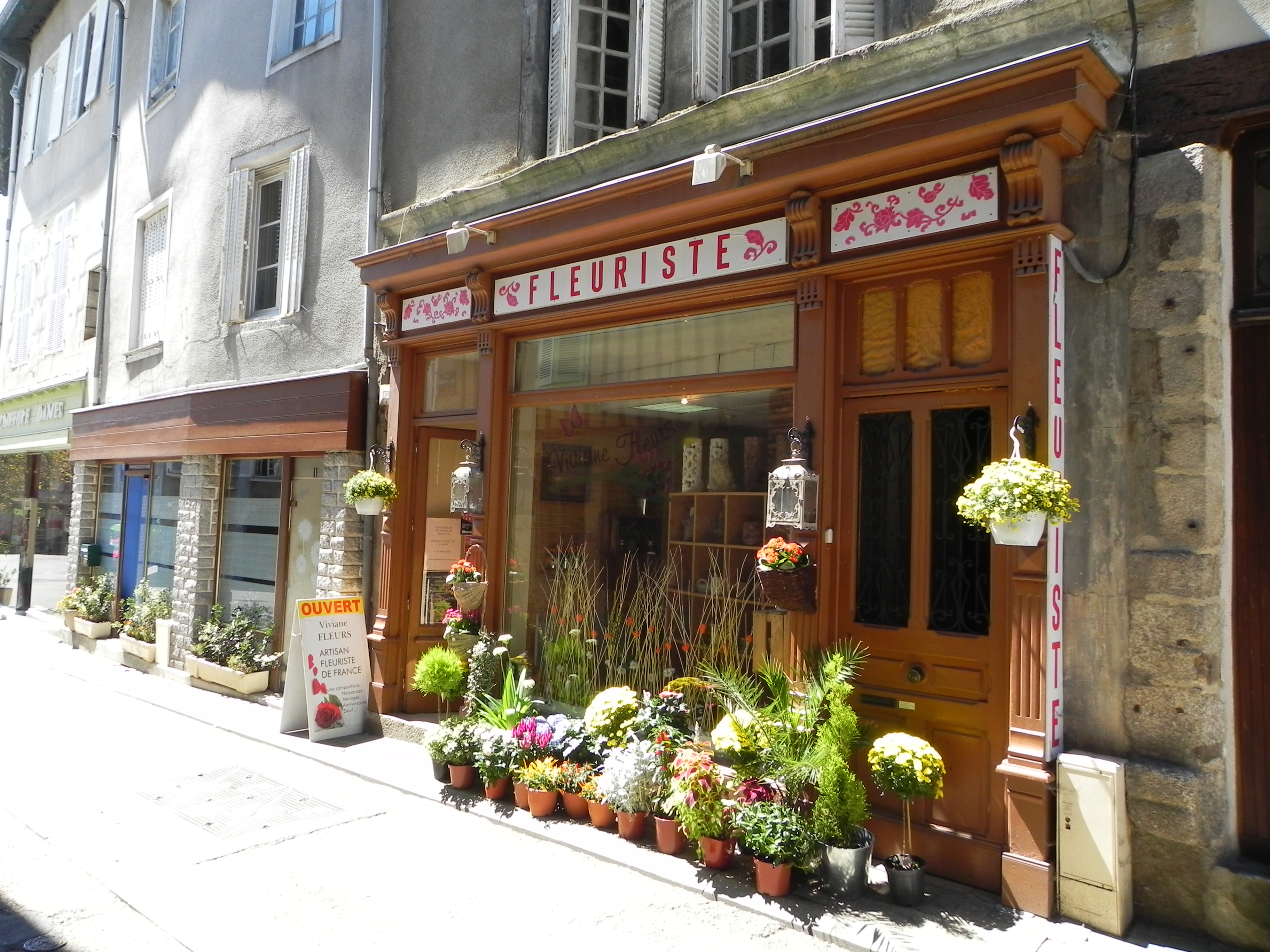
花店

### 教育
圣莱奥纳尔-德诺布拉属于利摩日学区。截止2019年1月1日，圣莱奥纳尔-德诺布拉境内共有1所幼儿园、1所小学、1所初级中学和1所普通高中。 2018至2019学年度，圣莱奥纳尔-德诺布拉境内共有在校中等教育阶段学生625名。

### 医疗
截止2019年1月1日，圣莱奥纳尔-德诺布拉境内共有全科医生9名、保健师4名、牙医2名和护士10名。境内共有药房2家和养老院1家。
圣莱奥纳尔-德诺布拉中心医院（Centre Hospitalier de Saint-Léonard-de-Noblat）是法国的一个区域性医疗机构，其主病区“山地与水坝市际中心医院”（Centre Hospitalier Intercommunal Monts et Barrages）位于圣莱奥纳尔-德诺布拉市区，设有床位189个，是当地规模最大的公立综合性医院。

### 住房
2017年，圣莱奥纳尔-德诺布拉境内共有各类住房2,700套，其中72.9%为独立式居民区，26.9%为集中式居民区。常住房屋占圣莱奥纳尔-德诺布拉市镇范围内居民建筑总量的83%。
在住房保障政策方面，2017年，圣莱奥纳尔-德诺布拉境内共有462户家庭获得了住房经济补助，受益人数占总人口数量的10.1%，其中429份为房租补助。

### 商业
2019年，圣莱奥纳尔-德诺布拉境内共有各类实体商铺122家，其中餐厅13家、大型超市3家、面包房2家、肉铺3家、书店3家、银行门店4家、美容美发店13家、汽车维修店8家。市区东部建有一家家乐福超市。

### 体育
2019年，圣莱奥纳尔-德诺布拉境内共有1家游泳池、2间体育馆、2处网球场、3处足球或橄榄球场以及2处篮球或排球场。
圣莱奥纳尔-德诺布拉体育俱乐部（U.S. Saint-Léonard-de-Noblat）是当地的一支足球队，2020至2021赛季参加上维埃纳省足球联赛。

### 环境
圣莱奥纳尔-德诺布拉的环境事务由其所属的公共社区负责。2019年，圣莱奥纳尔-德诺布拉境内暂无污染企业。

### 治安
2019年，圣莱奥纳尔-德诺布拉市镇范围内有1处宪兵队。
2014年，圣莱奥纳尔-德诺布拉及附近地区共发生各类案件1,645起，其中盗窃类案件996起，经济类案件215起，毒品交易类案件73起。

## 文化
2019年，圣莱奥纳尔-德诺布拉境内有1家电影院。圣莱奥纳尔-德诺布拉市政府提供多媒体中心，向公众全年开放。

### 建筑
圣莱奥纳尔-德诺布拉境内有多处历史建筑，其中圣莱奥纳尔-德诺布拉大教堂是法国国家文物保护单位，并作为法国圣雅各之路上的一部分而被列入世界文化遗产名录；铁路历史博物馆则是当地重要的近现代文化建筑。

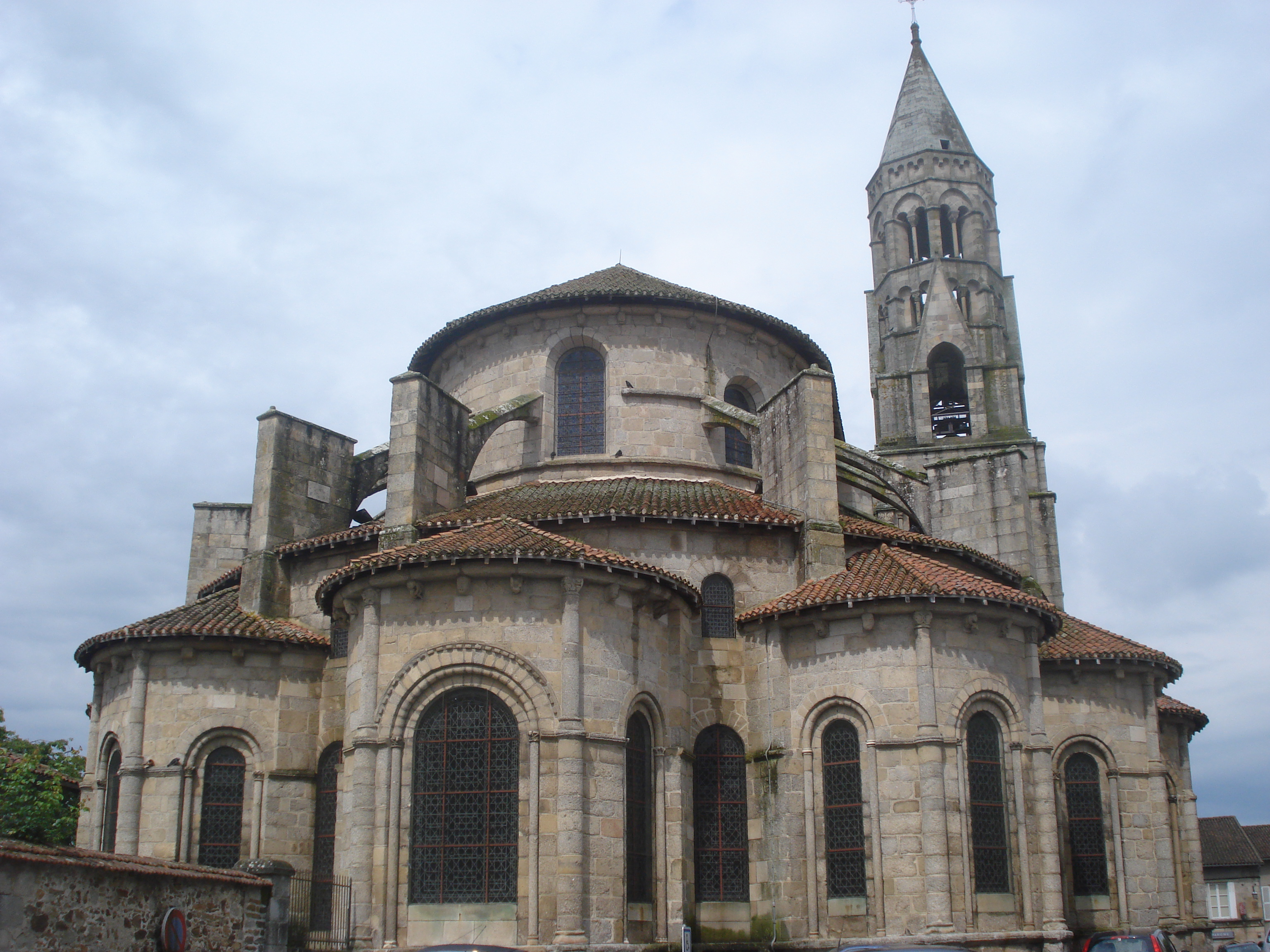
圣莱奥纳尔-德诺布拉大教堂（法语：Collégiale Saint-Léonard de Saint-Léonard-de-Noblat）
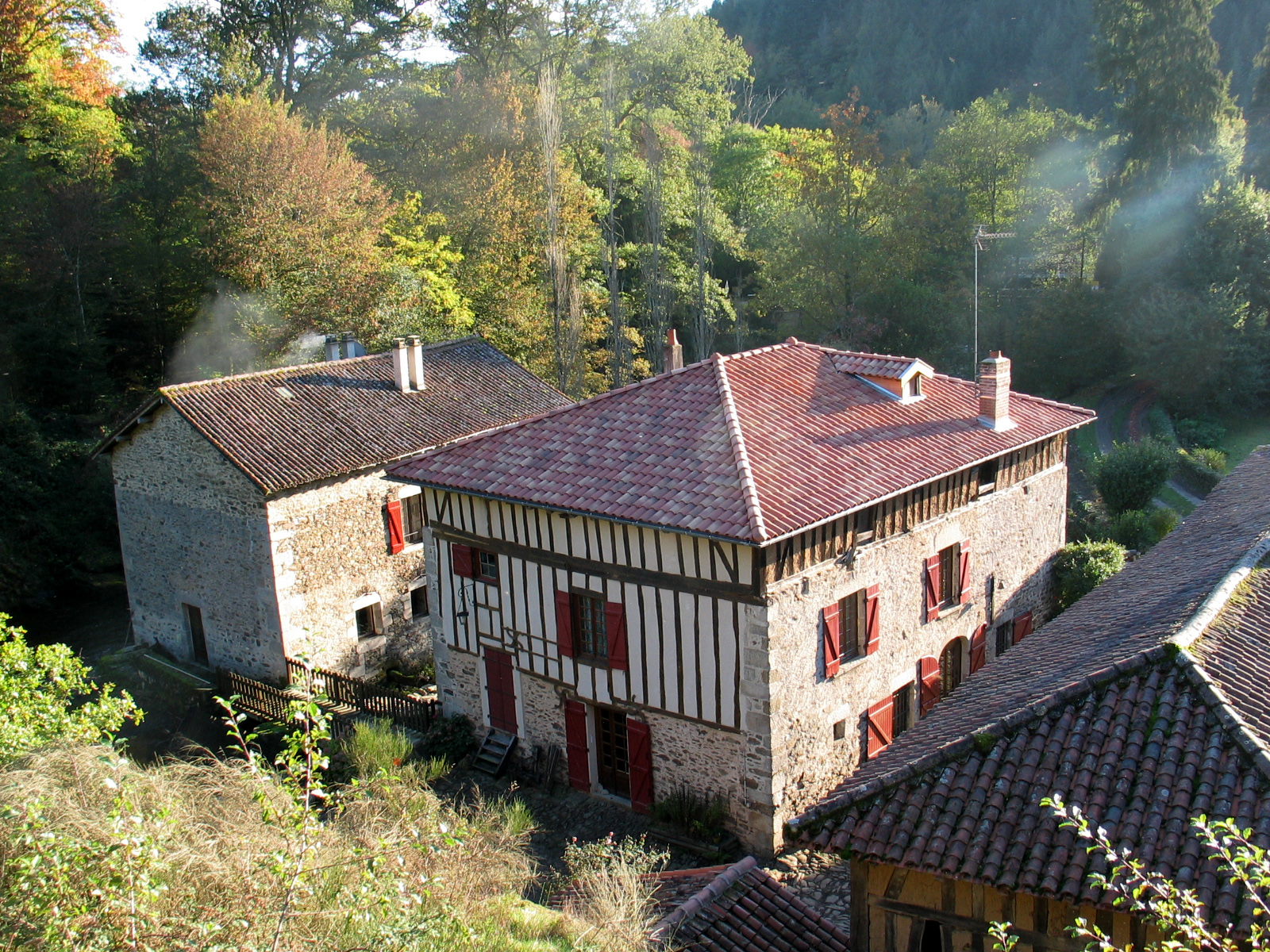
修道院
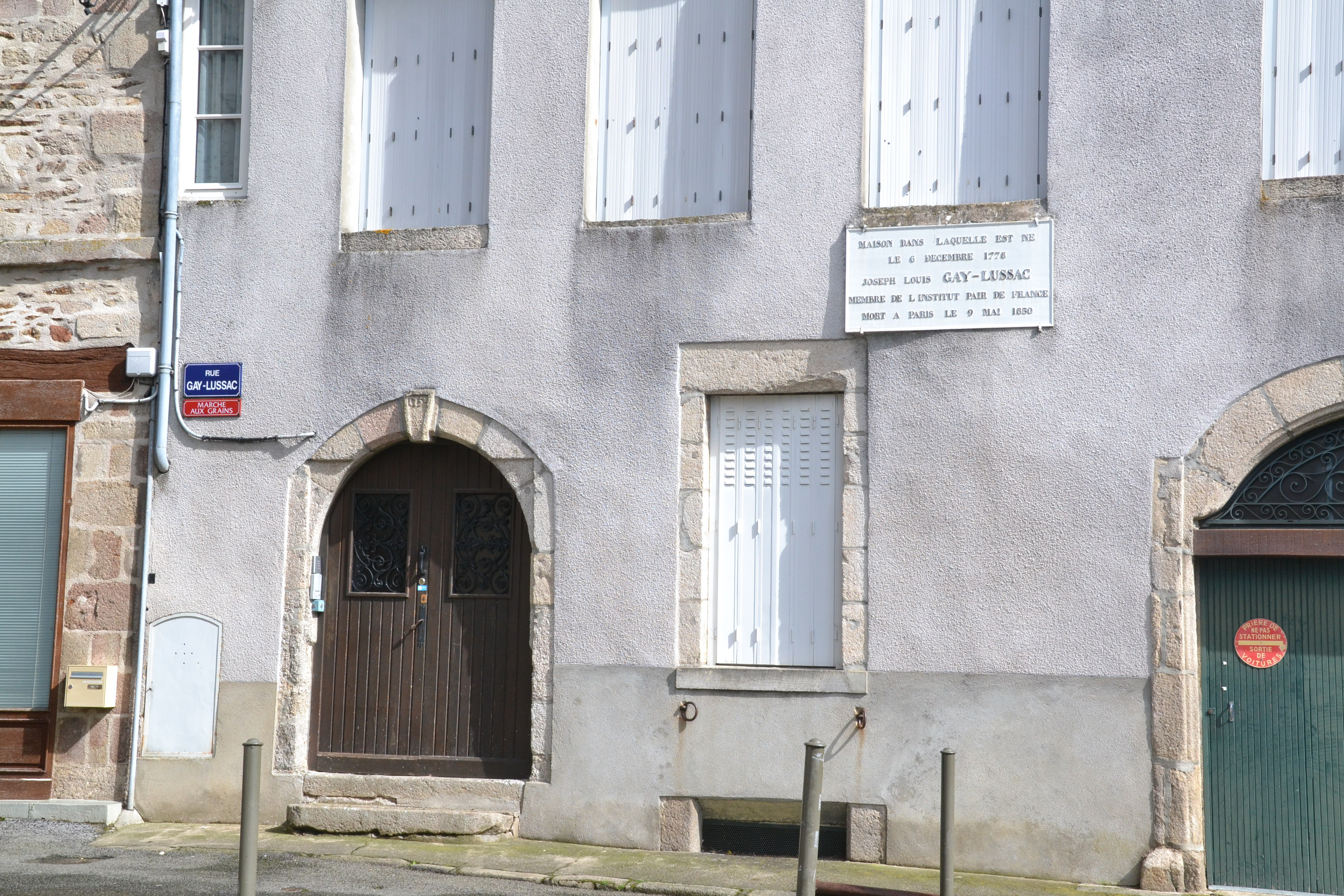
盖-吕萨克旧居
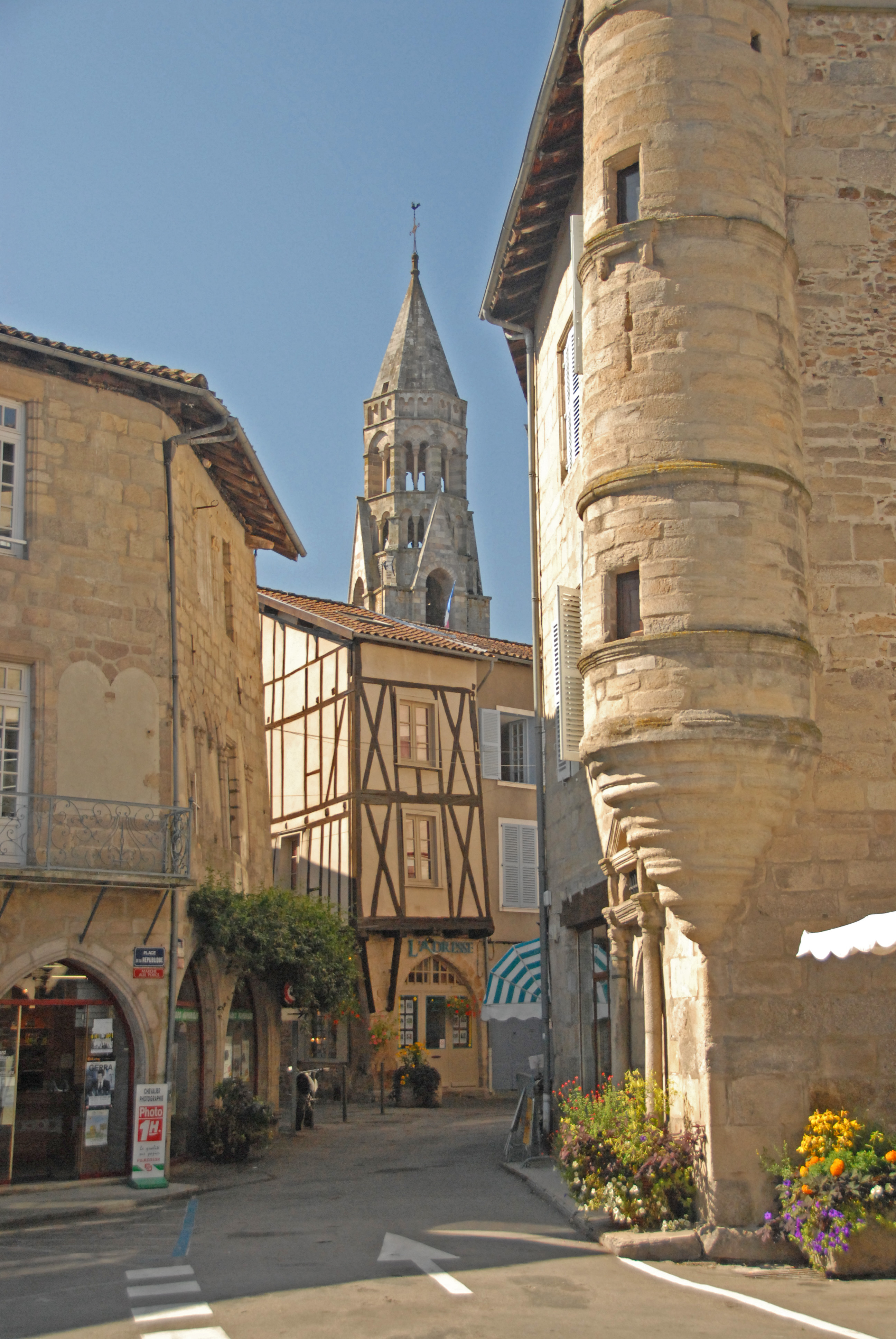
塔楼一角
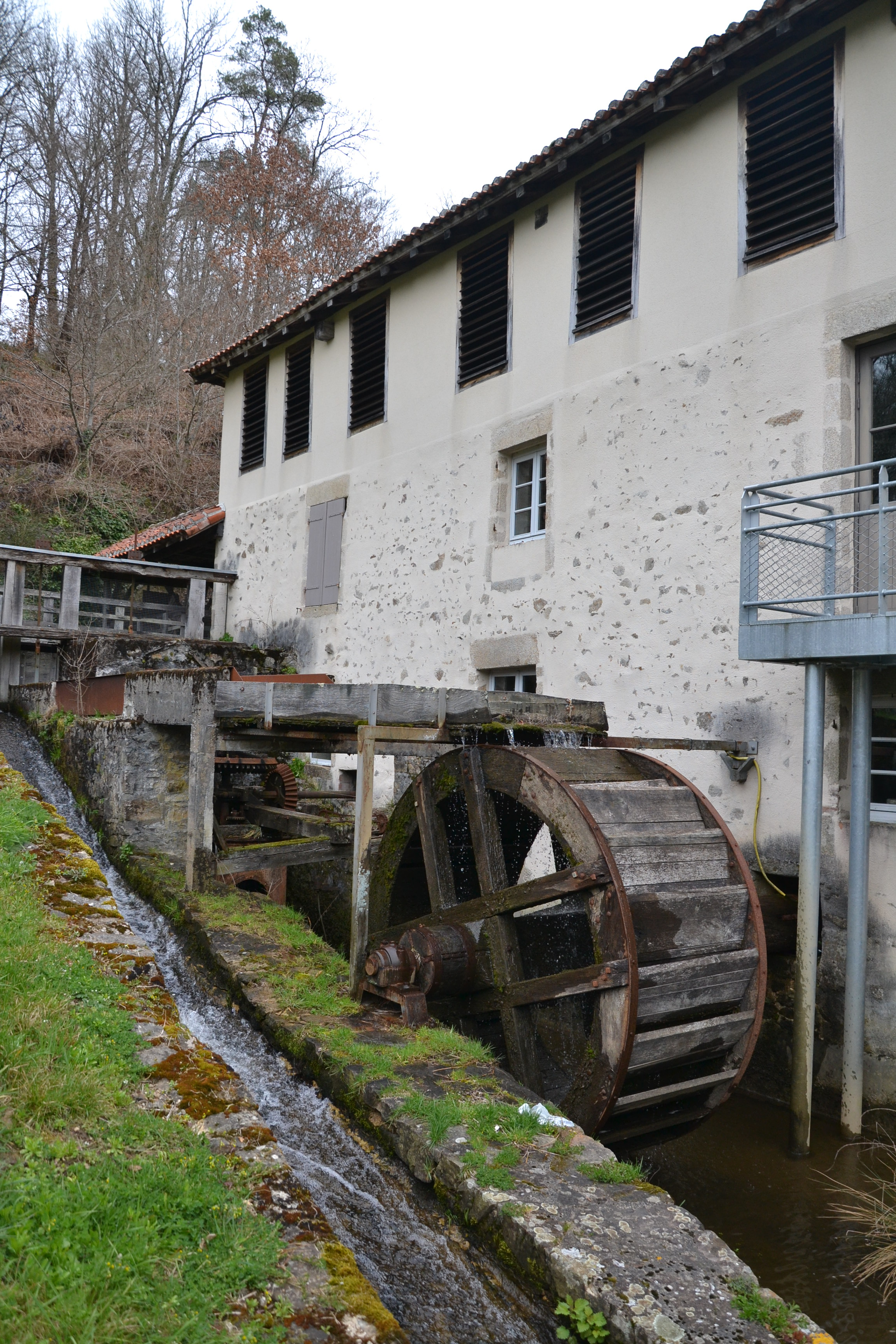
勒戈磨坊
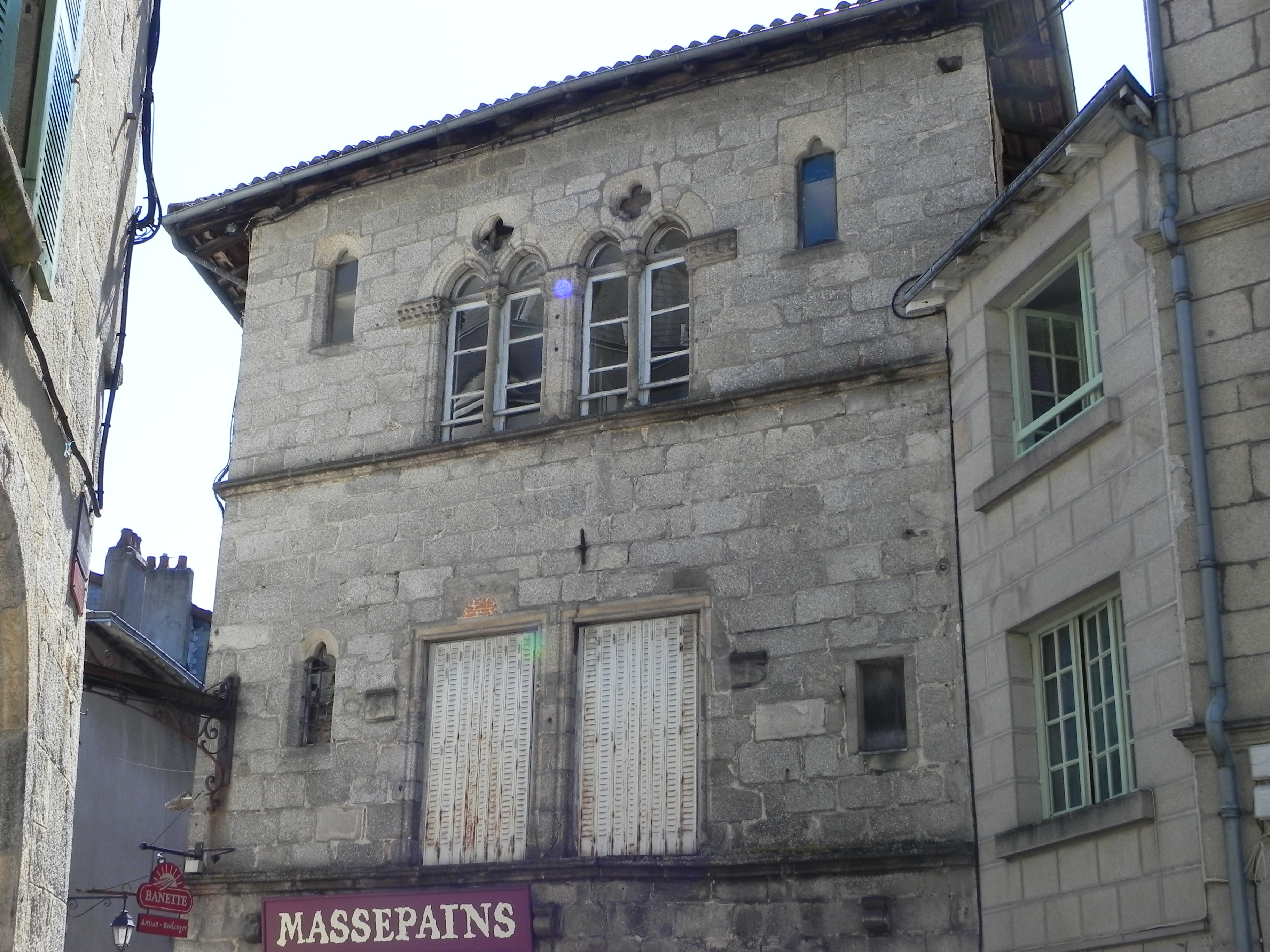
传统建筑

### 旅游
圣莱奥纳尔-德诺布拉的旅游事务由其所属的公共社区负责。2020年，圣莱奥纳尔-德诺布拉境内共有1家宾馆共计9间房间；另有1个露营地，可容纳共78辆露营车。

### 媒体
法国主要的媒体均可在圣莱奥纳尔-德诺布拉接收，法国电视三台下属的新阿基坦大区频道在部分时段播出圣莱奥纳尔-德诺布拉所属区域的地方新闻。

## 相关人物
法国物理学家约瑟夫·路易·盖-吕萨克出生于圣莱奥纳尔-德诺布拉。此外法国歌手赛日·甘斯布曾在此念初中。

## 友好城市
截至2021年4月，圣莱奥纳尔-德诺布拉共与两座城市互为友好城市关系：
- 法國 德吕瑟奈姆
- 羅馬尼亞 伯萊什蒂鄉

在第二次世界大战期间，圣莱奥纳尔-德诺布拉曾收留了超过1,600名来自沦陷区德吕瑟奈姆的难民，战后两地间建立了友好城市关系，并展开了多个方面的文化交流合作，圣莱奥纳尔-德诺布拉市中心的一条街道亦以“德吕瑟奈姆”命名。